# Peter Menzies Jr.
Pour les articles homonymes, voir Menzies.
Peter Menzies Jr. — né à Sydney (date inconnue) — est un directeur de la photographie australien, membre de l'ACS (en).

## Biographie
Fils du directeur de la photographie Peter Menzies, à partir de 1979, il est d'abord deuxième ou premier assistant opérateur puis cadreur, sur des films australiens. Il débute comme chef opérateur sur le film américain Sables mortels de Roger Donaldson (avec Willem Dafoe et Mary Elizabeth Mastrantonio), sorti en 1992.
Parmi ses films suivants (majoritairement américains ou en coproduction), mentionnons Une journée en enfer de John McTiernan (1995, avec Bruce Willis et Samuel L. Jackson), Lara Croft: Tomb Raider de Simon West (2001, avec Angelina Jolie et Jon Voight) et Le Choc des Titans de Louis Leterrier (2010, avec Sam Worthington et Liam Neeson).
Son dernier film à ce jour est Gods of Egypt d'Alex Proyas (avec Gerard Butler et Nikolaj Coster-Waldau), dont la sortie est prévue en 2016.
À la télévision, il est directeur de la photographie sur trois séries (dont les épisodes pilotes de Traveler : Ennemis d'État et Hawthorne : Infirmière en chef, en 2007 et 2009) et un téléfilm (2013).
Depuis 1996, Peter Menzies Jr. est membre de l'Australian Cinematographers Society (en) (ACS). 

## Filmographie partielle

### Directeur de la photographie
Cinéma
- 1992 : Sables mortels (White Sands) de Roger Donaldson
- 1994 : Guet-apens (Getaway) de Roger Donaldson
- 1995 : Une journée en enfer (Die Hard with a Vengeance) de John McTiernan
- 1996 : Le Droit de tuer ? (A Time to Kill) de Joel Schumacher
- 1998 : Pluie d'enfer (Hard Rain) de Mikael Salomon
- 1999 : Le Déshonneur d'Elisabeth Campbell (The General's Daughter) de Simon West
- 1999 : Le 13e Guerrier (The 13th Warrior) de John McTiernan
- 2000 : Sale Môme (The Kid) de Jon Turteltaub
- 2000 : L'Élue (Bless the Child) de Chuck Russell
- 2001 : Lara Croft: Tomb Raider de Simon West
- 2003 : Kangourou Jack (Kangaroo Jack) de David McNally
- 2005 : Garde rapprochée (Man of the House) de Stephen Herek
- 2005 : Miss FBI : Divinement armée (Miss Congeniality 2: Armed and Fabulous) de John Pasquin
- 2005 : Le Grand Raid (The Great Raid) de John Dahl
- 2005 : Quatre frères (Four Brothers) de John Singleton
- 2006 : Terreur sur la ligne (When a Stranger Calls) de Simon West
- 2007 : Shooter, tireur d'élite (Shooter) d'Antoine Fuqua
- 2008 : L'Incroyable Hulk (The Incredible Hulk) de Louis Leterrier
- 2010 : Le Choc des Titans (Clash of the Titans) de Louis Leterrier
- 2011 : Identité secrète (Abduction) de John Singleton
- 2012 : Love Coach (Playing for Keeps) de Gabriele Muccino
- 2013 : Face à face (Killing Season) de Mark Steven Johnson
- 2014 : Expendables 3 (The Expendables 3) de Patrick Hughes
- 2016 : Gods of Egypt d'Alex Proyas
- 2016 : All Eyez on Me de Benny Boom
- 2018 : Pierre Lapin (Peter Rabbit) de Will Gluck

Télévision
- 2007 : Série Traveler : Ennemis d'État (Traveler), saison unique, épisode 1 Voyage initiatique (Pilot) de David Nutter
- 2009 : Série Hawthorne : Infirmière en chef (Hawthorne), saison 1, épisode 1 Cœur et Âmes (Pilot) de Mikael Salomon
- 2013 : Gothica, téléfilm d'Anand Tucker

### Autres fonctions
Cinéma
- 1982 : L'Année de tous les dangers (The Year of Living Dangerously) de Peter Weir (premier assistant opérateur)
- 1986 : Crocodile Dundee de Peter Faiman (cadreur)
- 1988 : Crocodile Dundee 2 de John Cornell (cadreur)
- 2004 : Spider-Man 2 de Sam Raimi (photographie additionnelle)
- 2013 : Red 2 de Dean Parisot (photographie additionnelle)
- 2013 : 2 Guns de Baltasar Kormákur (photographie de seconde équipe)